# 山东师范大学地理与环境学院
地理与环境学院的前身为地理系，是1950年山师建校伊始即设立的六个系科之一。1995年3月成立人口•资源与环境学院，2015年6月更名为地理与环境学院。学院下设地理科学系、环境科学系和地理所，山东省可持续发展研究中心、山东省地理学会挂靠本院。70年来，老中青薪火相传，几代人开拓耕耘，地理与环境学院已经发展成为基础雄厚、特色鲜明、优势突出，地理、环境和生态协同发展的综合性学院，地理学科在山东省一直占据龙头地位。

## 机构设置
- 地理科学系
- 环境科学系

- 山东省高校“地表过程与环境生态”重点实验室
- 山东省循环经济研究中心
- 山东省生态环境技术工程研究中心
- 地理大数据研究与开发中心
- 国土资源信息技术与工程重点实验室